# St. James's Palace

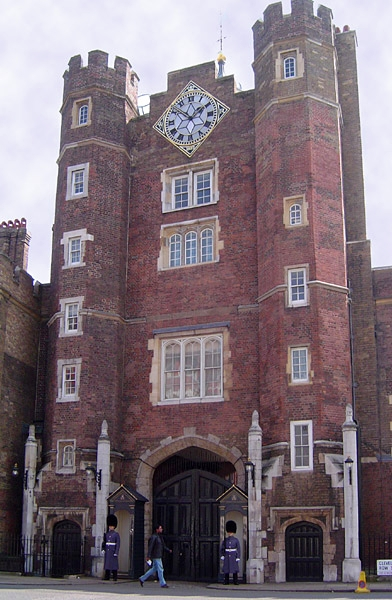
De hoofdingang, gelegen aan Pall Mall

St. James's Palace is een van de oudste koninklijke paleizen in Londen. Het paleis staat aan de The Mall, ten noorden van St. James's Park. De hoofdingang is gelegen aan Pall Mall. Tijdens de periode van de Commonwealth werd het gebouw gebruikt als kazerne. Karel II herstelde het gebouw en liet ook het gelijknamige park aanleggen. Het oorspronkelijke gebouw, opgetrokken in de Tudor-stijl uit rode baksteen, werd in 1809 grotendeels door brand verwoest. Wat ervan resteert is de 16e-eeuwse toegangspoort.
St. James's Palace werd gebouwd voor koning Hendrik VIII en was de koninklijke residentie van 1691 tot 1837, waarna koningin Victoria het hof verplaatste naar Buckingham Palace. De naam van het paleis, en van het aangrenzende park, verwijst naar het leprozenziekenhuis dat eerder op deze plaats was gevestigd en gewijd was aan de apostel Jakobus de Mindere. Het Britse hof heet officieel nog steeds Court of St. James's. Het administratieve centrum van het hof is er gevestigd en het gebouw doet verder dienst als ontvangstplaats bij officiële recepties, huwelijken en doopplechtigheden. Tevens is het de Londense verblijfplaats van prinses Anne en prinses Alexandra van Kent.

## Verdrag der Verenigde Naties
Op 12 juni 1941 ontmoetten elkaar hier vertegenwoordigers van het Verenigd Koninkrijk, Canada, Australië, Nieuw-Zeeland, de Unie van Zuid-Afrika, en van de verbannen regeringen van België, Tsjecho-Slowakije, Griekenland, Luxemburg, Nederland, Noorwegen, Polen, en Joegoslavië, evenals generaal de Gaulle van Frankrijk waarna zij de Verklaring van St James's Palace ondertekenden. Deze verklaring was de eerste van zes verdragen, die de Verenigde Naties stichtten en het Charter van de Verenigde Naties Nations in het leven riepen.